# Shane Van Gisbergen
Shane van Gisbergen, även känd som SVG, född 9 maj 1989 i Auckland, är en nyzeeländsk racerförare.
Han Kör för närvarande bil #97, en Chevrolet Camaro för Kaulig Racing i samarbete med Trackhouse Racing på heltid i Nascar Xfinity Series och bil #16, en Chevrolet Camaro ZL1 för Kaulig Racing samt bil # 91, en Chevrolet Camaro ZL1 för Trackhouse Racing på deltid i Nascar Cup Series. van Gisbergen kör även bil #28, en Chevrolet SS på deltid för Pinnacle Racing Group i Arca Menards Series. Han har tidigare kört i Supercars Championship, en serie han vann 2016, 2021, och 2022.

## Racingkarriär
van Gisbergen tävlade i V8 Supercars för Red Bull Holden Racing och var en av seriens största stjärnor. Han vann mästerskapet 2016, men tävlade trots det med sitt ursprungliga nummer 97 under 2017.
Hans har tidigare vunnit Toyota Racing Series på Nya Zeeland 2007.

## Bildgalleri

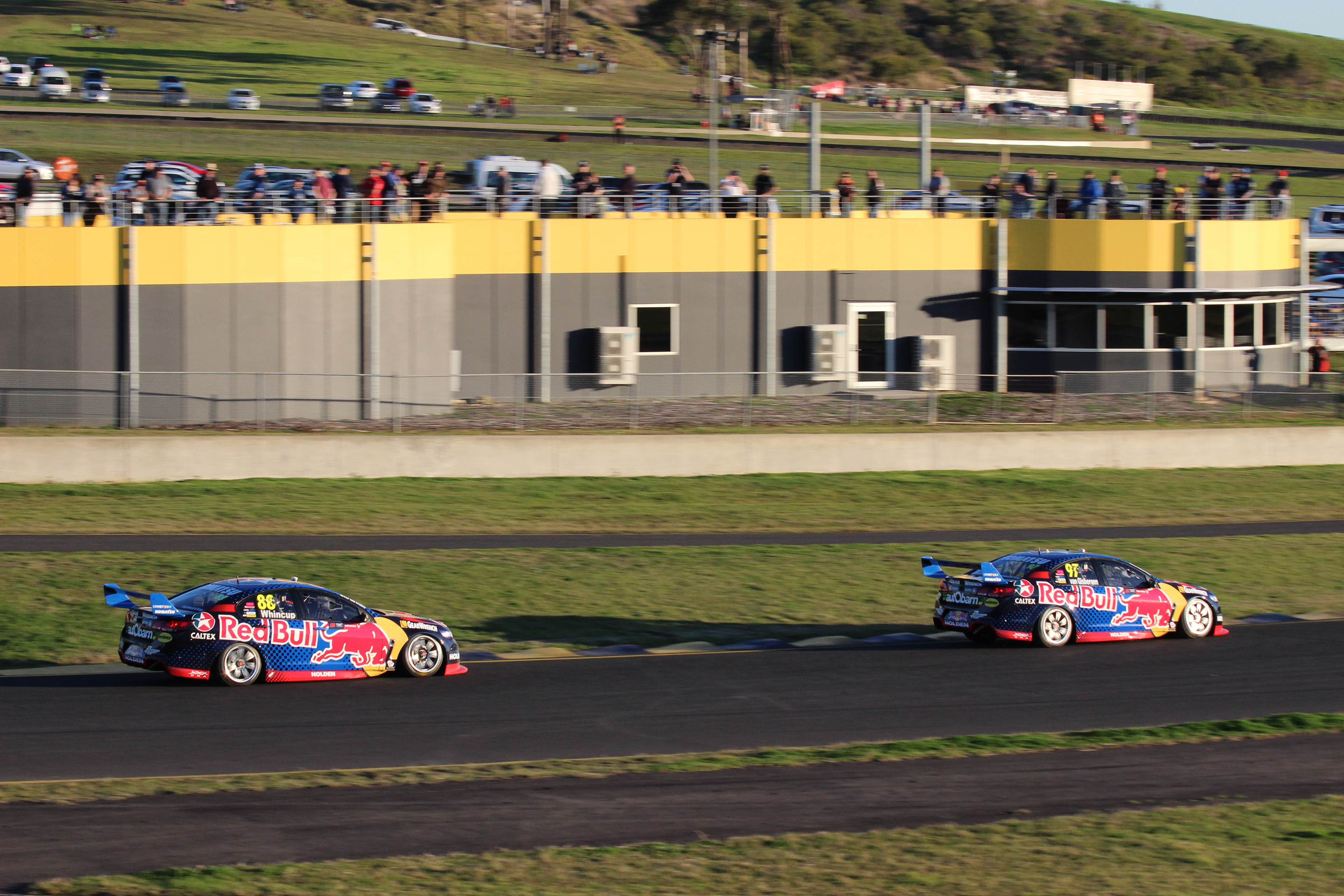
van Gisbergen leder framför sin teamkolega Jamie Whincup under Sydney SuperSprint 2016.
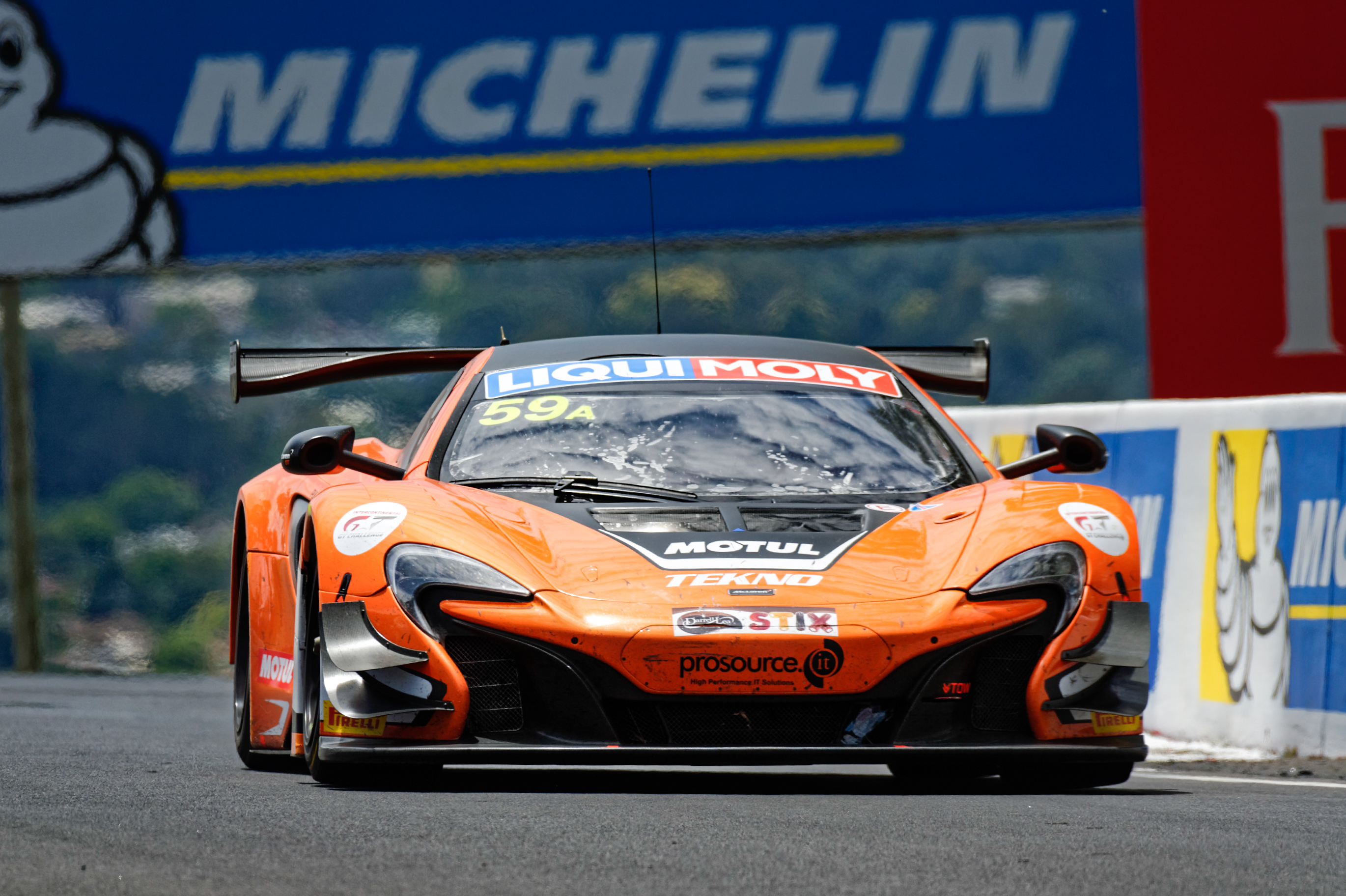
van Gisbergen under Bathurst 12H 2016 som han vann tillsammans med Álvaro Parente och Jonathon Webb.